# 2021-es női kosárlabda-Európa-bajnokság
A 2021-es női kosárlabda-Európa-bajnokságot június 17. és június 27. között rendezték Franciaországban és Spanyolországban. Ez volt sorrendben a 38. női kosárlabda-Európa-bajnokság.

## Résztvevők
| Ország              | Kvalifikáció módja                      | Kvalifikáció dátuma | Utolsó részvétel | Legjobb Európa-bajnoki szereplés       | Világranglista-helyezés |
| ------------------- | --------------------------------------- | ------------------- | ---------------- | -------------------------------------- | ----------------------- |
| Franciaország       | Rendező                                 | 2019. július 15.    | 2019             | Európa-bajnok (2001, 2009)             | 5.                      |
| Spanyolország       | Rendező                                 | 2019. július 15.    | 2019             | Európa-bajnok (1993, 2013, 2017, 2019) | 3.                      |
| Belgium             | Selejtező, G csoport győztese           | 2020. november 14.  | 2019             | 3. (2017)                              | 6.                      |
| Szerbia             | Selejtező, E csoport győztese           | 2020. december 11.  | 2019             | Európa-bajnok (2015)                   | 8.                      |
| Svédország          | Selejtező, B csoport győztese           | 2020. december 11.  | 2019             | 5. (2019)                              | 20.                     |
| Bosznia-Hercegovina | Selejtező, legjobb öt második helyezett | 2021. február 4.    | 1999             | 10. (1999)                             | 34.                     |
| Horvátország        | Selejtező, I csoport győztese           | 2021. február 4.    | 2015             | 5. (2011)                              | 31.                     |
| Szlovénia           | Selejtező, A csoport győztese           | 2021. február 4.    | 2019             | 10. (2019)                             | 30.                     |
| Fehéroroszország    | Selejtező, F csoport győztese           | 2021. február 6.    | 2019             | 3. (2007)                              | 11.                     |
| Csehország          | Selejtező, D csoport győztese           | 2021. február 6.    | 2019             | Európa-bajnok (2005)                   | 16.                     |
| Oroszország         | Selejtező, C csoport győztese           | 2021. február 6.    | 2019             | Európa-bajnok (2003, 2007, 2011)       | 12.                     |
| Szlovákia           | Selejtező, H csoport győztese           | 2021. február 6.    | 2017             | 2. (1997)                              | 24.                     |
| Montenegró          | Selejtező, legjobb öt második helyezett | 2021. február 6.    | 2019             | 6. (2011)                              | 22.                     |
| Olaszország         | Selejtező, legjobb öt második helyezett | 2021. február 6.    | 2019             | Európa-bajnok (1938)                   | 14.                     |
| Törökország         | Selejtező, legjobb öt második helyezett | 2021. február 6.    | 2019             | 2. (2011)                              | 7.                      |
| Görögország         | Selejtező, legjobb öt második helyezett | 2021. február 6.    | 2017             | 4. (2017)                              | 13.                     |

## Helyszínek
Eredetileg a lyoni Palais des Sports de Gerland és a párizsi AccorHotels Arena lettek volna a franciaországi helyszínek. 2020 szeptemberében jelölték ki a strasbourgi Rhénus Sport csarnokát új helyszínnek. A torna utolsó szakaszára Valenciában került sor.
| Strasbourg                  | Valencia                                            | Valencia Strasbourg |
| --------------------------- | --------------------------------------------------- | ------------------- |
| Rhénus Sport Férőhely: 6200 | Pavelló Municipal Font de Sant Lluís Férőhely: 9000 | Valencia Strasbourg |
|                             |                                                     | Valencia Strasbourg |

## Sorsolás
2021. március 3-án jelentették be a csapatok kiemelési sorrendjét. A sorsolást 2021. március 8-án tartották Valenciában.
| 1. kalap                                                              | 2. kalap                                           | 3. kalap                                                 | 4. kalap                                                     |
| --------------------------------------------------------------------- | -------------------------------------------------- | -------------------------------------------------------- | ------------------------------------------------------------ |
| Spanyolország (rendező) · Franciaország (rendező) · Szerbia · Belgium | Svédország · Oroszország · Szlovénia · Olaszország | Fehéroroszország · Csehország · Montenegró · Törökország | Szlovákia · Horvátország · Bosznia-Hercegovina · Görögország |

## Lebonyolítás
A 16 csapatot négy darab, négycsapatos csoportba sorsolták. A csoportokban körmérkőzések döntötték el a csoportok végeredményét. Az első helyezettek közvetlenül az negyeddöntőbe kerültek, a második és harmadik helyezettek a negyeddöntőbe jutásért játszottak. A negyeddöntőtől egyenes kieséses rendszerben folytatódott a torna.

## Csoportkör

### A csoport
| Hely. | Csapat            | M | Gy | V | P+  | P–  | Pk  | P | Továbbjutás              |
| ----- | ----------------- | - | -- | - | --- | --- | --- | - | ------------------------ |
| 1.    | Fehéroroszország  | 3 | 2  | 1 | 185 | 163 | +22 | 5 | Negyeddöntő              |
| 2.    | Spanyolország (R) | 3 | 2  | 1 | 220 | 169 | +51 | 5 | A negyeddöntőbe jutásért |
| 3.    | Svédország        | 3 | 1  | 2 | 183 | 211 | −28 | 4 | A negyeddöntőbe jutásért |
| 4.    | Szlovákia         | 3 | 1  | 2 | 176 | 221 | −45 | 4 |                          |

1. 1 2  Fehéroroszország 53–51 Spanyolország
2. 1 2  Svédország 74–57 Szlovákia

| 2021. június 17. 12:00 | Svédország                              | 74–57     | Szlovákia    | Pavelló Municipal Font de Sant Lluís, Valencia Játékvezetők: Elena Chernova (RUS), Blaž Zupančič (SLO), Mila Čavara (BIH) |
| 2021. június 17. 12:00 | (20−11, 13−13, 25−6, 16−27) Jegyzőkönyv |           |              | Pavelló Municipal Font de Sant Lluís, Valencia Játékvezetők: Elena Chernova (RUS), Blaž Zupančič (SLO), Mila Čavara (BIH) |
| 2021. június 17. 12:00 | F. Eldebrink 17                         | Pont      | Jakubcová 17 | Pavelló Municipal Font de Sant Lluís, Valencia Játékvezetők: Elena Chernova (RUS), Blaž Zupančič (SLO), Mila Čavara (BIH) |
| 2021. június 17. 12:00 | Loyd 6                                  | Lepattanó | Jakubcová 8  | Pavelló Municipal Font de Sant Lluís, Valencia Játékvezetők: Elena Chernova (RUS), Blaž Zupančič (SLO), Mila Čavara (BIH) |
| 2021. június 17. 12:00 | E. Eldebrink, F. Eldebrink 7            | Gólpassz  | Dudášová 6   | Pavelló Municipal Font de Sant Lluís, Valencia Játékvezetők: Elena Chernova (RUS), Blaž Zupančič (SLO), Mila Čavara (BIH) |

| 2021. június 17. 21:00 | Fehéroroszország                       | 53–51     | Spanyolország          | Pavelló Municipal Font de Sant Lluís, Valencia Játékvezetők: Jelena Tomić (CRO), Geert Jacobs (BEL), Alexandra Stan (ROU) |
| 2021. június 17. 21:00 | (14–9, 7–13, 14–11, 18–18) Jegyzőkönyv |           |                        | Pavelló Municipal Font de Sant Lluís, Valencia Játékvezetők: Jelena Tomić (CRO), Geert Jacobs (BEL), Alexandra Stan (ROU) |
| 2021. június 17. 21:00 | Papova 19                              | Pont      | Ndour 15               | Pavelló Municipal Font de Sant Lluís, Valencia Játékvezetők: Jelena Tomić (CRO), Geert Jacobs (BEL), Alexandra Stan (ROU) |
| 2021. június 17. 21:00 | Papova 13                              | Lepattanó | Gil 10                 | Pavelló Municipal Font de Sant Lluís, Valencia Játékvezetők: Jelena Tomić (CRO), Geert Jacobs (BEL), Alexandra Stan (ROU) |
| 2021. június 17. 21:00 | Bentley 4                              | Gólpassz  | Domínguez, Rodríguez 3 | Pavelló Municipal Font de Sant Lluís, Valencia Játékvezetők: Jelena Tomić (CRO), Geert Jacobs (BEL), Alexandra Stan (ROU) |

| 2021. június 18. 18:00 | Szlovákia                                | 58–54     | Fehéroroszország | Pavelló Municipal Font de Sant Lluís, Valencia Játékvezetők: Sonia Teixeira (POR), Praksch Péter (HUN), Marion Ortis (FRA) |
| 2021. június 18. 18:00 | (13–14, 15–12, 11–11, 19–17) Jegyzőkönyv |           |                  | Pavelló Municipal Font de Sant Lluís, Valencia Játékvezetők: Sonia Teixeira (POR), Praksch Péter (HUN), Marion Ortis (FRA) |
| 2021. június 18. 18:00 | Jakubcová 16                             | Pont      | Bentley 17       | Pavelló Municipal Font de Sant Lluís, Valencia Játékvezetők: Sonia Teixeira (POR), Praksch Péter (HUN), Marion Ortis (FRA) |
| 2021. június 18. 18:00 | Oroszová 7                               | Lepattanó | Verameyenka 11   | Pavelló Municipal Font de Sant Lluís, Valencia Játékvezetők: Sonia Teixeira (POR), Praksch Péter (HUN), Marion Ortis (FRA) |
| 2021. június 18. 18:00 | Dudášová 9                               | Gólpassz  | Bentley 4        | Pavelló Municipal Font de Sant Lluís, Valencia Játékvezetők: Sonia Teixeira (POR), Praksch Péter (HUN), Marion Ortis (FRA) |

| 2021. június 18. 21:00 | Spanyolország                          | 76–55     | Svédország     | Pavelló Municipal Font de Sant Lluís, Valencia Játékvezetők: Amy Bonner (USA), Martin Horozov (BUL), Blaž Zupančič (SLO) |
| 2021. június 18. 21:00 | (21–9, 26–8, 11–18, 18–20) Jegyzőkönyv |           |                | Pavelló Municipal Font de Sant Lluís, Valencia Játékvezetők: Amy Bonner (USA), Martin Horozov (BUL), Blaž Zupančič (SLO) |
| 2021. június 18. 21:00 | Ndour 22                               | Pont      | Nyström 11     | Pavelló Municipal Font de Sant Lluís, Valencia Játékvezetők: Amy Bonner (USA), Martin Horozov (BUL), Blaž Zupančič (SLO) |
| 2021. június 18. 21:00 | Ndour 13                               | Lepattanó | Loyd 4         | Pavelló Municipal Font de Sant Lluís, Valencia Játékvezetők: Amy Bonner (USA), Martin Horozov (BUL), Blaž Zupančič (SLO) |
| 2021. június 18. 21:00 | Palau 7                                | Gólpassz  | E. Eldebrink 5 | Pavelló Municipal Font de Sant Lluís, Valencia Játékvezetők: Amy Bonner (USA), Martin Horozov (BUL), Blaž Zupančič (SLO) |

| 2021. június 20. 15:00 | Svédország                               | 54–78     | Fehéroroszország | Pavelló Municipal Font de Sant Lluís, Valencia Játékvezetők: Amy Bonner (USA), Jelena Tomić (CRO), Jan Baloun (CZE) |
| 2021. június 20. 15:00 | (18–25, 11–15, 13–17, 12–21) Jegyzőkönyv |           |                  | Pavelló Municipal Font de Sant Lluís, Valencia Játékvezetők: Amy Bonner (USA), Jelena Tomić (CRO), Jan Baloun (CZE) |
| 2021. június 20. 15:00 | F. Eldebrink 13                          | Pont      | Bentley 20       | Pavelló Municipal Font de Sant Lluís, Valencia Játékvezetők: Amy Bonner (USA), Jelena Tomić (CRO), Jan Baloun (CZE) |
| 2021. június 20. 15:00 | F. Eldebrink, Nyström 6                  | Lepattanó | Papova 12        | Pavelló Municipal Font de Sant Lluís, Valencia Játékvezetők: Amy Bonner (USA), Jelena Tomić (CRO), Jan Baloun (CZE) |
| 2021. június 20. 15:00 | E. Eldebrink 4                           | Gólpassz  | Bentley 5        | Pavelló Municipal Font de Sant Lluís, Valencia Játékvezetők: Amy Bonner (USA), Jelena Tomić (CRO), Jan Baloun (CZE) |

| 2021. június 20. 21:00 | Spanyolország                            | 93–61     | Szlovákia            | Pavelló Municipal Font de Sant Lluís, Valencia Játékvezetők: Wojciech Liszka (POL), Thomas Bissuel (FRA), Mila Čavara (BIH) |
| 2021. június 20. 21:00 | (21–13, 18–19, 25–13, 29–16) Jegyzőkönyv |           |                      | Pavelló Municipal Font de Sant Lluís, Valencia Játékvezetők: Wojciech Liszka (POL), Thomas Bissuel (FRA), Mila Čavara (BIH) |
| 2021. június 20. 21:00 | Ouviña 17                                | Pont      | Páleníková 15        | Pavelló Municipal Font de Sant Lluís, Valencia Játékvezetők: Wojciech Liszka (POL), Thomas Bissuel (FRA), Mila Čavara (BIH) |
| 2021. június 20. 21:00 | Gil 5                                    | Lepattanó | Remenárová 6         | Pavelló Municipal Font de Sant Lluís, Valencia Játékvezetők: Wojciech Liszka (POL), Thomas Bissuel (FRA), Mila Čavara (BIH) |
| 2021. június 20. 21:00 | Domínguez 5                              | Gólpassz  | Dudášová, Oroszová 4 | Pavelló Municipal Font de Sant Lluís, Valencia Játékvezetők: Wojciech Liszka (POL), Thomas Bissuel (FRA), Mila Čavara (BIH) |

### B csoport
| Hely. | Csapat      | M | Gy | V | P+  | P–  | Pk  | P | Továbbjutás              |
| ----- | ----------- | - | -- | - | --- | --- | --- | - | ------------------------ |
| 1.    | Szerbia     | 3 | 3  | 0 | 258 | 207 | +51 | 6 | Negyeddöntő              |
| 2.    | Olaszország | 3 | 2  | 1 | 235 | 214 | +21 | 5 | A negyeddöntőbe jutásért |
| 3.    | Montenegró  | 3 | 1  | 2 | 206 | 219 | −13 | 4 | A negyeddöntőbe jutásért |
| 4.    | Görögország | 3 | 0  | 3 | 173 | 232 | −59 | 3 |                          |

| 2021. június 17. 15:00 | Montenegró                              | 70–55     | Görögország    | Pavelló Municipal Font de Sant Lluís, Valencia Játékvezetők: Martin Horozov (BUL), Wojciech Liszka (POL), Praksch Péter (HUN) |
| 2021. június 17. 15:00 | (24−16, 20−13, 13−18, 13−8) Jegyzőkönyv |           |                | Pavelló Municipal Font de Sant Lluís, Valencia Játékvezetők: Martin Horozov (BUL), Wojciech Liszka (POL), Praksch Péter (HUN) |
| 2021. június 17. 15:00 | Jovanović 19                            | Pont      | Fasoula 21     | Pavelló Municipal Font de Sant Lluís, Valencia Játékvezetők: Martin Horozov (BUL), Wojciech Liszka (POL), Praksch Péter (HUN) |
| 2021. június 17. 15:00 | Jovanović 8                             | Lepattanó | Nikolopoulou 6 | Pavelló Municipal Font de Sant Lluís, Valencia Játékvezetők: Martin Horozov (BUL), Wojciech Liszka (POL), Praksch Péter (HUN) |
| 2021. június 17. 15:00 | Mujović 8                               | Gólpassz  | Nikolopoulou 7 | Pavelló Municipal Font de Sant Lluís, Valencia Játékvezetők: Martin Horozov (BUL), Wojciech Liszka (POL), Praksch Péter (HUN) |

| 2021. június 17. 18:00 | Szerbia                                        | 86–81 (h. u.) | Olaszország    | Pavelló Municipal Font de Sant Lluís, Valencia Játékvezetők: Amy Bonner (USA), Özlem Yalman (TUR), Thomas Bissuel (FRA) |
| 2021. június 17. 18:00 | (19–19, 18–20, 15–18, 22–17, 12–7) Jegyzőkönyv |               |                | Pavelló Municipal Font de Sant Lluís, Valencia Játékvezetők: Amy Bonner (USA), Özlem Yalman (TUR), Thomas Bissuel (FRA) |
| 2021. június 17. 18:00 | Vasić 27                                       | Pont          | Zandalasini 18 | Pavelló Municipal Font de Sant Lluís, Valencia Játékvezetők: Amy Bonner (USA), Özlem Yalman (TUR), Thomas Bissuel (FRA) |
| 2021. június 17. 18:00 | Vasić 13                                       | Lepattanó     | Keys 9         | Pavelló Municipal Font de Sant Lluís, Valencia Játékvezetők: Amy Bonner (USA), Özlem Yalman (TUR), Thomas Bissuel (FRA) |
| 2021. június 17. 18:00 | Vasić 7                                        | Gólpassz      | Cubaj 5        | Pavelló Municipal Font de Sant Lluís, Valencia Játékvezetők: Amy Bonner (USA), Özlem Yalman (TUR), Thomas Bissuel (FRA) |

| 2021. június 18. 12:00 | Görögország                             | 51–85     | Szerbia              | Pavelló Municipal Font de Sant Lluís, Valencia Játékvezetők: Wojciech Liszka (POL), Elena Chernova (RUS), Jan Baloun (CZE) |
| 2021. június 18. 12:00 | (13–17, 3–23, 21–25, 14–20) Jegyzőkönyv |           |                      | Pavelló Municipal Font de Sant Lluís, Valencia Játékvezetők: Wojciech Liszka (POL), Elena Chernova (RUS), Jan Baloun (CZE) |
| 2021. június 18. 12:00 | Spanou 10                               | Pont      | Crvendakić 13        | Pavelló Municipal Font de Sant Lluís, Valencia Játékvezetők: Wojciech Liszka (POL), Elena Chernova (RUS), Jan Baloun (CZE) |
| 2021. június 18. 12:00 | Fasoula 5                               | Lepattanó | Butulija 8           | Pavelló Municipal Font de Sant Lluís, Valencia Játékvezetők: Wojciech Liszka (POL), Elena Chernova (RUS), Jan Baloun (CZE) |
| 2021. június 18. 12:00 | Sotiriou 4                              | Gólpassz  | Dabović, Jovanović 3 | Pavelló Municipal Font de Sant Lluís, Valencia Játékvezetők: Wojciech Liszka (POL), Elena Chernova (RUS), Jan Baloun (CZE) |

| 2021. június 18. 15:00 | Olaszország                             | 77–61     | Montenegró   | Pavelló Municipal Font de Sant Lluís, Valencia Játékvezetők: Özlem Yalman (TUR), Thomas Bissuel (FRA), Geert Jacobs (BEL) |
| 2021. június 18. 15:00 | (25–17, 9–10, 25–17, 18–17) Jegyzőkönyv |           |              | Pavelló Municipal Font de Sant Lluís, Valencia Játékvezetők: Özlem Yalman (TUR), Thomas Bissuel (FRA), Geert Jacobs (BEL) |
| 2021. június 18. 15:00 | Carangelo 13                            | Pont      | Dubljević 23 | Pavelló Municipal Font de Sant Lluís, Valencia Játékvezetők: Özlem Yalman (TUR), Thomas Bissuel (FRA), Geert Jacobs (BEL) |
| 2021. június 18. 15:00 | Cubaj 8                                 | Lepattanó | Dubljević 7  | Pavelló Municipal Font de Sant Lluís, Valencia Játékvezetők: Özlem Yalman (TUR), Thomas Bissuel (FRA), Geert Jacobs (BEL) |
| 2021. június 18. 15:00 | Zandalasini 3                           | Gólpassz  | Mujović 6    | Pavelló Municipal Font de Sant Lluís, Valencia Játékvezetők: Özlem Yalman (TUR), Thomas Bissuel (FRA), Geert Jacobs (BEL) |

| 2021. június 20. 12:00 | Montenegró                               | 75–87     | Szerbia      | Pavelló Municipal Font de Sant Lluís, Valencia Játékvezetők: Martin Horozov (BUL), Özlem Yalman (TUR), Geert Jacobs (BEL) |
| 2021. június 20. 12:00 | (24–19, 15–26, 19–21, 17–21) Jegyzőkönyv |           |              | Pavelló Municipal Font de Sant Lluís, Valencia Játékvezetők: Martin Horozov (BUL), Özlem Yalman (TUR), Geert Jacobs (BEL) |
| 2021. június 20. 12:00 | Gatling 22                               | Pont      | Krajišnik 20 | Pavelló Municipal Font de Sant Lluís, Valencia Játékvezetők: Martin Horozov (BUL), Özlem Yalman (TUR), Geert Jacobs (BEL) |
| 2021. június 20. 12:00 | Gatling 6                                | Lepattanó | Krajišnik 9  | Pavelló Municipal Font de Sant Lluís, Valencia Játékvezetők: Martin Horozov (BUL), Özlem Yalman (TUR), Geert Jacobs (BEL) |
| 2021. június 20. 12:00 | Mujović 12                               | Gólpassz  | Vasić 4      | Pavelló Municipal Font de Sant Lluís, Valencia Játékvezetők: Martin Horozov (BUL), Özlem Yalman (TUR), Geert Jacobs (BEL) |

| 2021. június 20. 18:00 | Olaszország                              | 77–67     | Görögország     | Pavelló Municipal Font de Sant Lluís, Valencia Játékvezetők: Blaž Zupančič (SLO), Sonia Teixeira (POR), Alexandra Stan (ROU) |
| 2021. június 20. 18:00 | (21–13, 20–11, 17–23, 19–20) Jegyzőkönyv |           |                 | Pavelló Municipal Font de Sant Lluís, Valencia Játékvezetők: Blaž Zupančič (SLO), Sonia Teixeira (POR), Alexandra Stan (ROU) |
| 2021. június 20. 18:00 | Penna 13                                 | Pont      | Stamolamprou 23 | Pavelló Municipal Font de Sant Lluís, Valencia Játékvezetők: Blaž Zupančič (SLO), Sonia Teixeira (POR), Alexandra Stan (ROU) |
| 2021. június 20. 18:00 | Cubaj 8                                  | Lepattanó | Nikolopoulou 7  | Pavelló Municipal Font de Sant Lluís, Valencia Játékvezetők: Blaž Zupančič (SLO), Sonia Teixeira (POR), Alexandra Stan (ROU) |
| 2021. június 20. 18:00 | Zandalasini 6                            | Gólpassz  | Nikolopoulou 6  | Pavelló Municipal Font de Sant Lluís, Valencia Játékvezetők: Blaž Zupančič (SLO), Sonia Teixeira (POR), Alexandra Stan (ROU) |

### C csoport
| Hely. | Csapat              | M | Gy | V | P+  | P–  | Pk  | P | Továbbjutás              |
| ----- | ------------------- | - | -- | - | --- | --- | --- | - | ------------------------ |
| 1.    | Belgium             | 3 | 2  | 1 | 210 | 188 | +22 | 5 | Negyeddöntő              |
| 2.    | Bosznia-Hercegovina | 3 | 2  | 1 | 215 | 200 | +15 | 5 | A negyeddöntőbe jutásért |
| 3.    | Szlovénia           | 3 | 2  | 1 | 220 | 220 | 0   | 5 | A negyeddöntőbe jutásért |
| 4.    | Törökország         | 3 | 0  | 3 | 162 | 199 | −37 | 3 |                          |

1. 1 2 3  Belgium 1–1, +20 Pk; Bosznia-Hercegovina 1–1, +5 Pk; Szlovénia 1–1, −25 Pk

| 2021. június 17. 15:00 | Bosznia-Hercegovina                     | 70–55     | Belgium      | Rhénus Sport, Strasbourg Játékvezetők: Viola Györgyi (NOR), Gatis Saliņš (LAT), Marek Kúkelčík (SVK) |
| 2021. június 17. 15:00 | (19−11, 11−17, 21−19, 19−8) Jegyzőkönyv |           |              | Rhénus Sport, Strasbourg Játékvezetők: Viola Györgyi (NOR), Gatis Saliņš (LAT), Marek Kúkelčík (SVK) |
| 2021. június 17. 15:00 | Babić 23                                | Pont      | Meesseman 24 | Rhénus Sport, Strasbourg Játékvezetők: Viola Györgyi (NOR), Gatis Saliņš (LAT), Marek Kúkelčík (SVK) |
| 2021. június 17. 15:00 | Jones 17                                | Lepattanó | Meesseman 13 | Rhénus Sport, Strasbourg Játékvezetők: Viola Györgyi (NOR), Gatis Saliņš (LAT), Marek Kúkelčík (SVK) |
| 2021. június 17. 15:00 | Tavić 6                                 | Gólpassz  | Meesseman 5  | Rhénus Sport, Strasbourg Játékvezetők: Viola Györgyi (NOR), Gatis Saliņš (LAT), Marek Kúkelčík (SVK) |

| 2021. június 17. 18:00 | Szlovénia                               | 72–47     | Törökország      | Rhénus Sport, Strasbourg Játékvezetők: Maj Forsberg (DEN), Andrei Sharapa (BLR), Marek Kúkelčík (SVK) |
| 2021. június 17. 18:00 | (19–16, 17–11, 17–15, 19–5) Jegyzőkönyv |           |                  | Rhénus Sport, Strasbourg Játékvezetők: Maj Forsberg (DEN), Andrei Sharapa (BLR), Marek Kúkelčík (SVK) |
| 2021. június 17. 18:00 | Lisec 17                                | Pont      | Hollingsworth 16 | Rhénus Sport, Strasbourg Játékvezetők: Maj Forsberg (DEN), Andrei Sharapa (BLR), Marek Kúkelčík (SVK) |
| 2021. június 17. 18:00 | Evans 9                                 | Lepattanó | három játékos 5  | Rhénus Sport, Strasbourg Játékvezetők: Maj Forsberg (DEN), Andrei Sharapa (BLR), Marek Kúkelčík (SVK) |
| 2021. június 17. 18:00 | Oblak 6                                 | Gólpassz  | Çakır 4          | Rhénus Sport, Strasbourg Játékvezetők: Maj Forsberg (DEN), Andrei Sharapa (BLR), Marek Kúkelčík (SVK) |

| 2021. június 18. 12:00 | Törökország                             | 54–64     | Bosznia-Hercegovina | Rhénus Sport, Strasbourg Játékvezetők: Maj Forsberg (DEN), Marek Kúkelčík (SVK), Esperanza Mendoza (ESP) |
| 2021. június 18. 12:00 | (8–17, 18–10, 18–11, 10–26) Jegyzőkönyv |           |                     | Rhénus Sport, Strasbourg Játékvezetők: Maj Forsberg (DEN), Marek Kúkelčík (SVK), Esperanza Mendoza (ESP) |
| 2021. június 18. 12:00 | Gülcan 17                               | Pont      | Jones 22            | Rhénus Sport, Strasbourg Játékvezetők: Maj Forsberg (DEN), Marek Kúkelčík (SVK), Esperanza Mendoza (ESP) |
| 2021. június 18. 12:00 | Gülcan 14                               | Lepattanó | Jones 15            | Rhénus Sport, Strasbourg Játékvezetők: Maj Forsberg (DEN), Marek Kúkelčík (SVK), Esperanza Mendoza (ESP) |
| 2021. június 18. 12:00 | Çakır 6                                 | Gólpassz  | három játékos 3     | Rhénus Sport, Strasbourg Játékvezetők: Maj Forsberg (DEN), Marek Kúkelčík (SVK), Esperanza Mendoza (ESP) |

| 2021. június 18. 15:00 | Belgium                                  | 92–57     | Szlovénia | Rhénus Sport, Strasbourg Játékvezetők: Charalampos Karakatsounis (GRE), Bernard Vassallo (MLT), Mihkel Männiste (EST) |
| 2021. június 18. 15:00 | (25–14, 30–15, 18–15, 19–13) Jegyzőkönyv |           |           | Rhénus Sport, Strasbourg Játékvezetők: Charalampos Karakatsounis (GRE), Bernard Vassallo (MLT), Mihkel Männiste (EST) |
| 2021. június 18. 15:00 | Meesseman 23                             | Pont      | Lisec 11  | Rhénus Sport, Strasbourg Játékvezetők: Charalampos Karakatsounis (GRE), Bernard Vassallo (MLT), Mihkel Männiste (EST) |
| 2021. június 18. 15:00 | Mestdagh 6                               | Lepattanó | Seničar 9 | Rhénus Sport, Strasbourg Játékvezetők: Charalampos Karakatsounis (GRE), Bernard Vassallo (MLT), Mihkel Männiste (EST) |
| 2021. június 18. 15:00 | Allemand 10                              | Gólpassz  | Krošelj 4 | Rhénus Sport, Strasbourg Játékvezetők: Charalampos Karakatsounis (GRE), Bernard Vassallo (MLT), Mihkel Männiste (EST) |

| 2021. június 20. 12:00 | Bosznia-Hercegovina                      | 81–91     | Szlovénia | Rhénus Sport, Strasbourg Játékvezetők: Gvidas Gedvilas (LTU), Andrei Sharapa (BLR), Mihkel Männiste (EST) |
| 2021. június 20. 12:00 | (25–23, 12–31, 21–20, 23–17) Jegyzőkönyv |           |           | Rhénus Sport, Strasbourg Játékvezetők: Gvidas Gedvilas (LTU), Andrei Sharapa (BLR), Mihkel Männiste (EST) |
| 2021. június 20. 12:00 | Gajić 28                                 | Pont      | Lisec 22  | Rhénus Sport, Strasbourg Játékvezetők: Gvidas Gedvilas (LTU), Andrei Sharapa (BLR), Mihkel Männiste (EST) |
| 2021. június 20. 12:00 | Gajić 11                                 | Lepattanó | Evans 10  | Rhénus Sport, Strasbourg Játékvezetők: Gvidas Gedvilas (LTU), Andrei Sharapa (BLR), Mihkel Männiste (EST) |
| 2021. június 20. 12:00 | Tavić 6                                  | Gólpassz  | Oblak 11  | Rhénus Sport, Strasbourg Játékvezetők: Gvidas Gedvilas (LTU), Andrei Sharapa (BLR), Mihkel Männiste (EST) |

| 2021. június 20. 15:00 | Törökország                              | 61–63     | Belgium               | Rhénus Sport, Strasbourg Játékvezetők: Jasmina Juras (SRB), Radomir Vojinović (MNE), Marek Kúkelčík (SVK) |
| 2021. június 20. 15:00 | (15–16, 16–25, 14–10, 16–12) Jegyzőkönyv |           |                       | Rhénus Sport, Strasbourg Játékvezetők: Jasmina Juras (SRB), Radomir Vojinović (MNE), Marek Kúkelčík (SVK) |
| 2021. június 20. 15:00 | Hollingsworth 16                         | Pont      | Meesseman 15          | Rhénus Sport, Strasbourg Játékvezetők: Jasmina Juras (SRB), Radomir Vojinović (MNE), Marek Kúkelčík (SVK) |
| 2021. június 20. 15:00 | Bilgiç 8                                 | Lepattanó | Linskens 9            | Rhénus Sport, Strasbourg Játékvezetők: Jasmina Juras (SRB), Radomir Vojinović (MNE), Marek Kúkelčík (SVK) |
| 2021. június 20. 15:00 | Çakır 5                                  | Gólpassz  | Meesseman, Linskens 3 | Rhénus Sport, Strasbourg Játékvezetők: Jasmina Juras (SRB), Radomir Vojinović (MNE), Marek Kúkelčík (SVK) |

### D csoport
| Hely. | Csapat            | M | Gy | V | P+  | P–  | Pk  | P | Továbbjutás              |
| ----- | ----------------- | - | -- | - | --- | --- | --- | - | ------------------------ |
| 1.    | Franciaország (R) | 3 | 3  | 0 | 261 | 173 | +88 | 6 | Negyeddöntő              |
| 2.    | Oroszország       | 3 | 2  | 1 | 205 | 216 | −11 | 5 | A negyeddöntőbe jutásért |
| 3.    | Horvátország      | 3 | 1  | 2 | 209 | 234 | −25 | 4 | A negyeddöntőbe jutásért |
| 4.    | Csehország        | 3 | 0  | 3 | 176 | 228 | −52 | 3 |                          |

| 2021. június 17. 12:00 | Oroszország                              | 73–69     | Csehország  | Rhénus Sport, Strasbourg Játékvezetők: Jasmina Juras (SRB), Radomir Vojinović (MNE), Andrada Csender (ROU) |
| 2021. június 17. 12:00 | (16−14, 22−19, 22−18, 13−18) Jegyzőkönyv |           |             | Rhénus Sport, Strasbourg Játékvezetők: Jasmina Juras (SRB), Radomir Vojinović (MNE), Andrada Csender (ROU) |
| 2021. június 17. 12:00 | Vadeeva 27                               | Pont      | Hanušová 24 | Rhénus Sport, Strasbourg Játékvezetők: Jasmina Juras (SRB), Radomir Vojinović (MNE), Andrada Csender (ROU) |
| 2021. június 17. 12:00 | Vadeeva 16                               | Lepattanó | Vyoralová 7 | Rhénus Sport, Strasbourg Játékvezetők: Jasmina Juras (SRB), Radomir Vojinović (MNE), Andrada Csender (ROU) |
| 2021. június 17. 12:00 | Komarova 4                               | Gólpassz  | Vyoralová 5 | Rhénus Sport, Strasbourg Játékvezetők: Jasmina Juras (SRB), Radomir Vojinović (MNE), Andrada Csender (ROU) |

| 2021. június 17. 20:45 | Franciaország                            | 105–63    | Horvátország | Rhénus Sport, Strasbourg Játékvezetők: Apostolos Kalpakas (SWE), Charalampos Karakatsounis (GRE), Esperanza Mendoza (ESP) |
| 2021. június 17. 20:45 | (26–25, 24–15, 29–12, 26–11) Jegyzőkönyv |           |              | Rhénus Sport, Strasbourg Játékvezetők: Apostolos Kalpakas (SWE), Charalampos Karakatsounis (GRE), Esperanza Mendoza (ESP) |
| 2021. június 17. 20:45 | Miyem 18                                 | Pont      | Tikvić 12    | Rhénus Sport, Strasbourg Játékvezetők: Apostolos Kalpakas (SWE), Charalampos Karakatsounis (GRE), Esperanza Mendoza (ESP) |
| 2021. június 17. 20:45 | Ayayi 12                                 | Lepattanó | Tikvić 9     | Rhénus Sport, Strasbourg Játékvezetők: Apostolos Kalpakas (SWE), Charalampos Karakatsounis (GRE), Esperanza Mendoza (ESP) |
| 2021. június 17. 20:45 | Duchet, Michel 6                         | Gólpassz  | Tadić 3      | Rhénus Sport, Strasbourg Játékvezetők: Apostolos Kalpakas (SWE), Charalampos Karakatsounis (GRE), Esperanza Mendoza (ESP) |

| 2021. június 18. 18:00 | Horvátország                             | 62–73     | Oroszország | Rhénus Sport, Strasbourg Játékvezetők: Viola Györgyi (NOR), Gatis Saliņš (LAT), Silvia Marziali (ITA) |
| 2021. június 18. 18:00 | (19−22, 14−14, 16−25, 13–12) Jegyzőkönyv |           |             | Rhénus Sport, Strasbourg Játékvezetők: Viola Györgyi (NOR), Gatis Saliņš (LAT), Silvia Marziali (ITA) |
| 2021. június 18. 18:00 | Dojkić 25                                | Pont      | Musina 19   | Rhénus Sport, Strasbourg Játékvezetők: Viola Györgyi (NOR), Gatis Saliņš (LAT), Silvia Marziali (ITA) |
| 2021. június 18. 18:00 | Cvitković 7                              | Lepattanó | Musina 14   | Rhénus Sport, Strasbourg Játékvezetők: Viola Györgyi (NOR), Gatis Saliņš (LAT), Silvia Marziali (ITA) |
| 2021. június 18. 18:00 | Tadić 3                                  | Gólpassz  | Vadeeva 6   | Rhénus Sport, Strasbourg Játékvezetők: Viola Györgyi (NOR), Gatis Saliņš (LAT), Silvia Marziali (ITA) |

| 2021. június 18. 20:45 | Csehország                               | 51–71     | Franciaország   | Rhénus Sport, Strasbourg Játékvezetők: Apostolos Kalpakas (SWE), Jasmina Juras (SRB), Gvidas Gedvilas (LTU) |
| 2021. június 18. 20:45 | (14–18, 15–14, 12–20, 10–19) Jegyzőkönyv |           |                 | Rhénus Sport, Strasbourg Játékvezetők: Apostolos Kalpakas (SWE), Jasmina Juras (SRB), Gvidas Gedvilas (LTU) |
| 2021. június 18. 20:45 | Elhotová 13                              | Pont      | Gruda 16        | Rhénus Sport, Strasbourg Játékvezetők: Apostolos Kalpakas (SWE), Jasmina Juras (SRB), Gvidas Gedvilas (LTU) |
| 2021. június 18. 20:45 | Vyoralová 6                              | Lepattanó | Duchet, Miyem 7 | Rhénus Sport, Strasbourg Játékvezetők: Apostolos Kalpakas (SWE), Jasmina Juras (SRB), Gvidas Gedvilas (LTU) |
| 2021. június 18. 20:45 | Březinová, Vyoralová 3                   | Gólpassz  | Chartereau 4    | Rhénus Sport, Strasbourg Játékvezetők: Apostolos Kalpakas (SWE), Jasmina Juras (SRB), Gvidas Gedvilas (LTU) |

| 2021. június 20. 18:00 | Csehország                               | 56–84     | Horvátország | Rhénus Sport, Strasbourg Játékvezetők: Apostolos Kalpakas (SWE), Gatis Saliņš (LAT), Esperanza Mendoza (ESP) |
| 2021. június 20. 18:00 | (22–27, 11–15, 12–30, 11–12) Jegyzőkönyv |           |              | Rhénus Sport, Strasbourg Játékvezetők: Apostolos Kalpakas (SWE), Gatis Saliņš (LAT), Esperanza Mendoza (ESP) |
| 2021. június 20. 18:00 | Stoupalová 10                            | Pont      | Dojkić 24    | Rhénus Sport, Strasbourg Játékvezetők: Apostolos Kalpakas (SWE), Gatis Saliņš (LAT), Esperanza Mendoza (ESP) |
| 2021. június 20. 18:00 | Vyoralová 6                              | Lepattanó | Begić 10     | Rhénus Sport, Strasbourg Játékvezetők: Apostolos Kalpakas (SWE), Gatis Saliņš (LAT), Esperanza Mendoza (ESP) |
| 2021. június 20. 18:00 | Hejdová 4                                | Gólpassz  | Dojkić 7     | Rhénus Sport, Strasbourg Játékvezetők: Apostolos Kalpakas (SWE), Gatis Saliņš (LAT), Esperanza Mendoza (ESP) |

| 2021. június 20. 20:45 | Franciaország                           | 85–59     | Oroszország | Rhénus Sport, Strasbourg Játékvezetők: Maj Forsberg (DEN), Viola Györgyi (NOR), Maria Ignatiou (CYP) |
| 2021. június 20. 20:45 | (14–19, 20–4, 21–25, 30–11) Jegyzőkönyv |           |             | Rhénus Sport, Strasbourg Játékvezetők: Maj Forsberg (DEN), Viola Györgyi (NOR), Maria Ignatiou (CYP) |
| 2021. június 20. 20:45 | Duchet 12                               | Pont      | Komarova 10 | Rhénus Sport, Strasbourg Játékvezetők: Maj Forsberg (DEN), Viola Györgyi (NOR), Maria Ignatiou (CYP) |
| 2021. június 20. 20:45 | Ayayi 9                                 | Lepattanó | Musina 10   | Rhénus Sport, Strasbourg Játékvezetők: Maj Forsberg (DEN), Viola Györgyi (NOR), Maria Ignatiou (CYP) |
| 2021. június 20. 20:45 | Johannès 8                              | Gólpassz  | Levchenko 6 | Rhénus Sport, Strasbourg Játékvezetők: Maj Forsberg (DEN), Viola Györgyi (NOR), Maria Ignatiou (CYP) |

## Egyenes kieséses szakasz
|  |                          |                          |                          |                       |                  |                         |                         |                         |  |  |                  |                  |                  |               |               |                       |                       |                       |
|  | A negyeddöntőbe jutásért | A negyeddöntőbe jutásért | A negyeddöntőbe jutásért |                       |                  | Negyeddöntők            | Negyeddöntők            | Negyeddöntők            |  |  | Elődöntők        | Elődöntők        | Elődöntők        |               |               | Döntő                 | Döntő                 | Döntő                 |
|  | A negyeddöntőbe jutásért | A negyeddöntőbe jutásért | A negyeddöntőbe jutásért |                       |                  | Negyeddöntők            | Negyeddöntők            | Negyeddöntők            |  |  | Elődöntők        | Elődöntők        | Elődöntők        |               |               | Döntő                 | Döntő                 | Döntő                 |
|  |                          |                          |                          | június 23. – Valencia |                  |                         |                         |                         |  |  |                  |                  |                  |               |               |                       |                       |                       |
|  |                          |                          |                          |                       |                  |                         |                         |                         |  |  |                  |                  |                  |               |               |                       |                       |                       |
|  | június 21. – Valencia    | június 21. – Valencia    | június 21. – Valencia    | Fehéroroszország      | Fehéroroszország | 58                      |                         |                         |  |  |                  |                  |                  |               |               |                       |                       |                       |
|  | június 21. – Valencia    | június 21. – Valencia    | június 21. – Valencia    | Fehéroroszország      | Fehéroroszország | 58                      | június 26. – Valencia   |                         |  |  |                  |                  |                  |               |               |                       |                       |                       |
|  | Olaszország              | Olaszország              | 46                       |                       |                  | Svédország              | Svédország              | 46                      |  |  |                  |                  |                  |               |               |                       |                       |                       |
|  | Olaszország              | Olaszország              | 46                       |                       |                  | Svédország              | Svédország              | 46                      |  |  | Fehéroroszország | Fehéroroszország | 61               |               |               |                       |                       |                       |
|  | Svédország               | Svédország               | 64                       |                       |                  | június 23. – Strasbourg | június 23. – Strasbourg | június 23. – Strasbourg |  |  | Fehéroroszország | Fehéroroszország | 61               |               |               |                       |                       |                       |
|  | Svédország               | Svédország               | 64                       |                       |                  | június 23. – Strasbourg | június 23. – Strasbourg | június 23. – Strasbourg |  |  | Franciaország    | Franciaország    | 73               |               |               |                       |                       |                       |
|  | június 21. – Strasbourg  | június 21. – Strasbourg  | június 21. – Strasbourg  | Franciaország         | Franciaország    | 80                      |                         |                         |  |  | Franciaország    | Franciaország    | 73               |               |               |                       |                       |                       |
|  | június 21. – Strasbourg  | június 21. – Strasbourg  | június 21. – Strasbourg  | Franciaország         | Franciaország    | 80                      | június 27. – Valencia   |                         |  |  |                  |                  |                  |               |               |                       |                       |                       |
|  | Bosznia-Hercegovina      | Bosznia-Hercegovina      | 80                       |                       |                  | Bosznia-Hercegovina     | Bosznia-Hercegovina     | 67                      |  |  |                  |                  |                  |               |               |                       |                       |                       |
|  | Bosznia-Hercegovina      | Bosznia-Hercegovina      | 80                       |                       |                  | Bosznia-Hercegovina     | Bosznia-Hercegovina     | 67                      |  |  | Franciaország    | Franciaország    | 54               |               |               |                       |                       |                       |
|  | Horvátország             | Horvátország             | 69                       |                       |                  | június 23. – Valencia   | június 23. – Valencia   | június 23. – Valencia   |  |  |                  | Franciaország    | 54               |               |               |                       |                       |                       |
|  | Horvátország             | Horvátország             | 69                       |                       |                  | június 23. – Valencia   | június 23. – Valencia   | június 23. – Valencia   |  |  | Szerbia          | Szerbia          | 63               |               |               |                       |                       |                       |
|  | június 21. – Valencia    | június 21. – Valencia    | június 21. – Valencia    | Szerbia               | Szerbia          | 71                      |                         |                         |  |  | Szerbia          | Szerbia          | 63               |               |               |                       |                       |                       |
|  | június 21. – Valencia    | június 21. – Valencia    | június 21. – Valencia    | Szerbia               | Szerbia          | 71                      | június 26. – Valencia   |                         |  |  |                  |                  |                  |               |               |                       |                       |                       |
|  | Spanyolország            | Spanyolország            | 78                       |                       |                  | Spanyolország           | Spanyolország           | 64                      |  |  |                  |                  |                  |               |               |                       |                       |                       |
|  | Spanyolország            | Spanyolország            | 78                       |                       |                  | Spanyolország           | Spanyolország           | 64                      |  |  | Szerbia          | Szerbia          | 74               | Bronzmérkőzés | Bronzmérkőzés | Bronzmérkőzés         |                       |                       |
|  | Montenegró               | Montenegró               | 51                       |                       |                  | június 23. – Strasbourg | június 23. – Strasbourg | június 23. – Strasbourg |  |  | Szerbia          | Szerbia          | 74               | Bronzmérkőzés | Bronzmérkőzés | Bronzmérkőzés         |                       |                       |
|  | Montenegró               | Montenegró               | 51                       |                       |                  | június 23. – Strasbourg | június 23. – Strasbourg | június 23. – Strasbourg |  |  | Belgium          | Belgium          | 73               |               |               | június 27. – Valencia | június 27. – Valencia | június 27. – Valencia |
|  | június 21. – Strasbourg  | június 21. – Strasbourg  | június 21. – Strasbourg  | Belgium               | Belgium          | 85                      |                         |                         |  |  | Belgium          | Belgium          | 73               |               |               | június 27. – Valencia | június 27. – Valencia | június 27. – Valencia |
|  | június 21. – Strasbourg  | június 21. – Strasbourg  | június 21. – Strasbourg  | Belgium               | Belgium          | 85                      |                         |                         |  |  |                  | Fehéroroszország | Fehéroroszország | 69            |               |                       |                       |                       |
|  | Oroszország              | Oroszország              | 93                       |                       |                  | Oroszország             | Oroszország             | 83                      |  |  |                  | Fehéroroszország | Fehéroroszország | 69            |               |                       |                       |                       |
|  | Oroszország              | Oroszország              | 93                       |                       |                  | Oroszország             | Oroszország             | 83                      |  |  | Belgium          | Belgium          | 77               |               |               |                       |                       |                       |
|  | Szlovénia                | Szlovénia                | 75                       |                       |                  |                         |                         |                         |  |  | Belgium          | Belgium          | 77               |               |               |                       |                       |                       |
|  | Szlovénia                | Szlovénia                | 75                       |                       |                  |                         |                         |                         |  |  |                  |                  |                  |               |               |                       |                       |                       |

### A negyeddöntőbe jutásért
| 2021. június 21. 18:00 | Olaszország                            | 46–64     | Svédország      | Pavelló Municipal Font de Sant Lluís, Valencia Játékvezetők: Martin Horozov (BUL), Özlem Yalman (TUR), Geert Jacobs (BEL) |
| 2021. június 21. 18:00 | (11–19, 9–11, 17–15, 9–19) Jegyzőkönyv |           |                 | Pavelló Municipal Font de Sant Lluís, Valencia Játékvezetők: Martin Horozov (BUL), Özlem Yalman (TUR), Geert Jacobs (BEL) |
| 2021. június 21. 18:00 | Zandalasini 19                         | Pont      | F. Eldebrink 22 | Pavelló Municipal Font de Sant Lluís, Valencia Játékvezetők: Martin Horozov (BUL), Özlem Yalman (TUR), Geert Jacobs (BEL) |
| 2021. június 21. 18:00 | Carangelo 5                            | Lepattanó | Loyd 8          | Pavelló Municipal Font de Sant Lluís, Valencia Játékvezetők: Martin Horozov (BUL), Özlem Yalman (TUR), Geert Jacobs (BEL) |
| 2021. június 21. 18:00 | Cinili 3                               | Gólpassz  | E. Eldebrink 6  | Pavelló Municipal Font de Sant Lluís, Valencia Játékvezetők: Martin Horozov (BUL), Özlem Yalman (TUR), Geert Jacobs (BEL) |

| 2021. június 21. 18:00 | Bosznia-Hercegovina                      | 80–69     | Horvátország | Rhénus Sport, Strasbourg Játékvezetők: Maj Forsberg (DEN), Viola Györgyi (NOR), Gvidas Gedvilas (LTU) |
| 2021. június 21. 18:00 | (19–18, 14–18, 19–14, 28–19) Jegyzőkönyv |           |              | Rhénus Sport, Strasbourg Játékvezetők: Maj Forsberg (DEN), Viola Györgyi (NOR), Gvidas Gedvilas (LTU) |
| 2021. június 21. 18:00 | Jones 24                                 | Pont      | Dojkić 22    | Rhénus Sport, Strasbourg Játékvezetők: Maj Forsberg (DEN), Viola Györgyi (NOR), Gvidas Gedvilas (LTU) |
| 2021. június 21. 18:00 | Jones 17                                 | Lepattanó | Begić 9      | Rhénus Sport, Strasbourg Játékvezetők: Maj Forsberg (DEN), Viola Györgyi (NOR), Gvidas Gedvilas (LTU) |
| 2021. június 21. 18:00 | Babić 6                                  | Gólpassz  | Slonjšak 5   | Rhénus Sport, Strasbourg Játékvezetők: Maj Forsberg (DEN), Viola Györgyi (NOR), Gvidas Gedvilas (LTU) |

| 2021. június 21. 20:45 | Oroszország                              | 93–75     | Szlovénia | Rhénus Sport, Strasbourg Játékvezetők: Apostolos Kalpakas (SWE), Gatis Saliņš (LAT), Marek Kúkelčík (SVK) |
| 2021. június 21. 20:45 | (28–13, 21–16, 25–25, 19–21) Jegyzőkönyv |           |           | Rhénus Sport, Strasbourg Játékvezetők: Apostolos Kalpakas (SWE), Gatis Saliņš (LAT), Marek Kúkelčík (SVK) |
| 2021. június 21. 20:45 | Komarova 20                              | Pont      | Evans 21  | Rhénus Sport, Strasbourg Játékvezetők: Apostolos Kalpakas (SWE), Gatis Saliņš (LAT), Marek Kúkelčík (SVK) |
| 2021. június 21. 20:45 | Musina 14                                | Lepattanó | Evans 8   | Rhénus Sport, Strasbourg Játékvezetők: Apostolos Kalpakas (SWE), Gatis Saliņš (LAT), Marek Kúkelčík (SVK) |
| 2021. június 21. 20:45 | Goldyreva, Levchenko 7                   | Gólpassz  | Oblak 7   | Rhénus Sport, Strasbourg Játékvezetők: Apostolos Kalpakas (SWE), Gatis Saliņš (LAT), Marek Kúkelčík (SVK) |

| 2021. június 21. 21:00 | Spanyolország                           | 78–51     | Montenegró       | Pavelló Municipal Font de Sant Lluís, Valencia Játékvezetők: Amy Bonner (USA), Wojciech Liszka (POL), Thomas Bissuel (FRA) |
| 2021. június 21. 21:00 | (26–18, 19–9, 21–14, 12–10) Jegyzőkönyv |           |                  | Pavelló Municipal Font de Sant Lluís, Valencia Játékvezetők: Amy Bonner (USA), Wojciech Liszka (POL), Thomas Bissuel (FRA) |
| 2021. június 21. 21:00 | Conde 19                                | Pont      | három játékos 10 | Pavelló Municipal Font de Sant Lluís, Valencia Játékvezetők: Amy Bonner (USA), Wojciech Liszka (POL), Thomas Bissuel (FRA) |
| 2021. június 21. 21:00 | Gil 8                                   | Lepattanó | Gatling, Pašić 6 | Pavelló Municipal Font de Sant Lluís, Valencia Játékvezetők: Amy Bonner (USA), Wojciech Liszka (POL), Thomas Bissuel (FRA) |
| 2021. június 21. 21:00 | Ouviña 7                                | Gólpassz  | Dubljević 3      | Pavelló Municipal Font de Sant Lluís, Valencia Játékvezetők: Amy Bonner (USA), Wojciech Liszka (POL), Thomas Bissuel (FRA) |

### Negyeddöntők
| 2021. június 23. 18:00 | Fehéroroszország                        | 58–46     | Svédország      | Pavelló Municipal Font de Sant Lluís, Valencia Játékvezetők: Thomas Bissuel (FRA), Jelena Tomić (CRO), Blaž Zupančič (SLO) |
| 2021. június 23. 18:00 | (15–10, 11–4, 19–17, 13–15) Jegyzőkönyv |           |                 | Pavelló Municipal Font de Sant Lluís, Valencia Játékvezetők: Thomas Bissuel (FRA), Jelena Tomić (CRO), Blaž Zupančič (SLO) |
| 2021. június 23. 18:00 | Papova 18                               | Pont      | F. Eldebrink 11 | Pavelló Municipal Font de Sant Lluís, Valencia Játékvezetők: Thomas Bissuel (FRA), Jelena Tomić (CRO), Blaž Zupančič (SLO) |
| 2021. június 23. 18:00 | Papova 11                               | Lepattanó | E. Eldebrink 9  | Pavelló Municipal Font de Sant Lluís, Valencia Játékvezetők: Thomas Bissuel (FRA), Jelena Tomić (CRO), Blaž Zupančič (SLO) |
| 2021. június 23. 18:00 | Papova 4                                | Gólpassz  | E. Eldebrink 6  | Pavelló Municipal Font de Sant Lluís, Valencia Játékvezetők: Thomas Bissuel (FRA), Jelena Tomić (CRO), Blaž Zupančič (SLO) |

| 2021. június 23. 18:00 | Franciaország                            | 80–67     | Bosznia-Hercegovina | Rhénus Sport, Strasbourg Játékvezetők: Apostolos Kalpakas (SWE), Esperanza Mendoza (ESP), Andrei Sharapa (BLR) |
| 2021. június 23. 18:00 | (18–16, 21–15, 24–16, 17–20) Jegyzőkönyv |           |                     | Rhénus Sport, Strasbourg Játékvezetők: Apostolos Kalpakas (SWE), Esperanza Mendoza (ESP), Andrei Sharapa (BLR) |
| 2021. június 23. 18:00 | Gruda, Johannès 15                       | Pont      | Jones 29            | Rhénus Sport, Strasbourg Játékvezetők: Apostolos Kalpakas (SWE), Esperanza Mendoza (ESP), Andrei Sharapa (BLR) |
| 2021. június 23. 18:00 | Michel, Williams 6                       | Lepattanó | Jones 24            | Rhénus Sport, Strasbourg Játékvezetők: Apostolos Kalpakas (SWE), Esperanza Mendoza (ESP), Andrei Sharapa (BLR) |
| 2021. június 23. 18:00 | három játékos 5                          | Gólpassz  | Tavić 5             | Rhénus Sport, Strasbourg Játékvezetők: Apostolos Kalpakas (SWE), Esperanza Mendoza (ESP), Andrei Sharapa (BLR) |

| 2021. június 23. 20:45 | Belgium                                  | 85–83     | Oroszország | Rhénus Sport, Strasbourg Játékvezetők: Maj Forsberg (DEN), Gatis Saliņš (LAT), Radomir Vojinović (MNE) |
| 2021. június 23. 20:45 | (21–20, 22–17, 20–21, 22–25) Jegyzőkönyv |           |             | Rhénus Sport, Strasbourg Játékvezetők: Maj Forsberg (DEN), Gatis Saliņš (LAT), Radomir Vojinović (MNE) |
| 2021. június 23. 20:45 | Meesseman 33                             | Pont      | Vadeeva 30  | Rhénus Sport, Strasbourg Játékvezetők: Maj Forsberg (DEN), Gatis Saliņš (LAT), Radomir Vojinović (MNE) |
| 2021. június 23. 20:45 | Meesseman 11                             | Lepattanó | Vadeeva 7   | Rhénus Sport, Strasbourg Játékvezetők: Maj Forsberg (DEN), Gatis Saliņš (LAT), Radomir Vojinović (MNE) |
| 2021. június 23. 20:45 | Delaere 8                                | Gólpassz  | Vadeeva 5   | Rhénus Sport, Strasbourg Játékvezetők: Maj Forsberg (DEN), Gatis Saliņš (LAT), Radomir Vojinović (MNE) |

| 2021. június 23. 21:00 | Szerbia                                       | 71–64 (h. u.) | Spanyolország | Pavelló Municipal Font de Sant Lluís, Valencia Játékvezetők: Amy Bonner (USA), Martin Horozov (BUL), Wojciech Liszka (POL) |
| 2021. június 23. 21:00 | (13–15, 10–12, 20–16, 19–19, 9–2) Jegyzőkönyv |               |               | Pavelló Municipal Font de Sant Lluís, Valencia Játékvezetők: Amy Bonner (USA), Martin Horozov (BUL), Wojciech Liszka (POL) |
| 2021. június 23. 21:00 | Vasić 19                                      | Pont          | Ouviña 14     | Pavelló Municipal Font de Sant Lluís, Valencia Játékvezetők: Amy Bonner (USA), Martin Horozov (BUL), Wojciech Liszka (POL) |
| 2021. június 23. 21:00 | Jovanović 10                                  | Lepattanó     | Gil 9         | Pavelló Municipal Font de Sant Lluís, Valencia Játékvezetők: Amy Bonner (USA), Martin Horozov (BUL), Wojciech Liszka (POL) |
| 2021. június 23. 21:00 | Vasić 4                                       | Gólpassz      | Domínguez 4   | Pavelló Municipal Font de Sant Lluís, Valencia Játékvezetők: Amy Bonner (USA), Martin Horozov (BUL), Wojciech Liszka (POL) |

### A 2022-es világbajnokság selejtezőjén való részvételért
| 2021. június 26. 12:00 | Svédország                               | 63–82     | Bosznia-Hercegovina | Pavelló Municipal Font de Sant Lluís, Valencia Játékvezetők: Özlem Yalman (TUR), Andrei Sharapa (BLR), Gatis Saliņš (LAT) |
| 2021. június 26. 12:00 | (10–25, 21–30, 19–11, 13–16) Jegyzőkönyv |           |                     | Pavelló Municipal Font de Sant Lluís, Valencia Játékvezetők: Özlem Yalman (TUR), Andrei Sharapa (BLR), Gatis Saliņš (LAT) |
| 2021. június 26. 12:00 | E. Eldebrink 14                          | Pont      | Jones 34            | Pavelló Municipal Font de Sant Lluís, Valencia Játékvezetők: Özlem Yalman (TUR), Andrei Sharapa (BLR), Gatis Saliņš (LAT) |
| 2021. június 26. 12:00 | Johansson 6                              | Lepattanó | Jones 19            | Pavelló Municipal Font de Sant Lluís, Valencia Játékvezetők: Özlem Yalman (TUR), Andrei Sharapa (BLR), Gatis Saliņš (LAT) |
| 2021. június 26. 12:00 | F. Eldebrink 6                           | Gólpassz  | Babić 7             | Pavelló Municipal Font de Sant Lluís, Valencia Játékvezetők: Özlem Yalman (TUR), Andrei Sharapa (BLR), Gatis Saliņš (LAT) |

| 2021. június 26. 15:00 | Spanyolország                            | 74–78     | Oroszország | Pavelló Municipal Font de Sant Lluís, Valencia Játékvezetők: Amy Bonner (USA), Thomas Bissuel (FRA), Blaž Zupančič (SLO) |
| 2021. június 26. 15:00 | (17–12, 16–18, 14–19, 27–29) Jegyzőkönyv |           |             | Pavelló Municipal Font de Sant Lluís, Valencia Játékvezetők: Amy Bonner (USA), Thomas Bissuel (FRA), Blaž Zupančič (SLO) |
| 2021. június 26. 15:00 | Cazorla 19                               | Pont      | Musina 20   | Pavelló Municipal Font de Sant Lluís, Valencia Játékvezetők: Amy Bonner (USA), Thomas Bissuel (FRA), Blaž Zupančič (SLO) |
| 2021. június 26. 15:00 | Gil 6                                    | Lepattanó | Vadeeva 10  | Pavelló Municipal Font de Sant Lluís, Valencia Játékvezetők: Amy Bonner (USA), Thomas Bissuel (FRA), Blaž Zupančič (SLO) |
| 2021. június 26. 15:00 | Ouviña 6                                 | Gólpassz  | Levchenko 9 | Pavelló Municipal Font de Sant Lluís, Valencia Játékvezetők: Amy Bonner (USA), Thomas Bissuel (FRA), Blaž Zupančič (SLO) |

### Elődöntők
| 2021. június 26. 18:00 | Fehéroroszország                         | 61–73     | Franciaország | Pavelló Municipal Font de Sant Lluís, Valencia Játékvezetők: Viola Györgyi (NOR), Martin Horozov (BUL), Wojciech Liszka (POL) |
| 2021. június 26. 18:00 | (18–20, 12–18, 17–19, 14–16) Jegyzőkönyv |           |               | Pavelló Municipal Font de Sant Lluís, Valencia Játékvezetők: Viola Györgyi (NOR), Martin Horozov (BUL), Wojciech Liszka (POL) |
| 2021. június 26. 18:00 | Bentley 23                               | Pont      | Miyem 24      | Pavelló Municipal Font de Sant Lluís, Valencia Játékvezetők: Viola Györgyi (NOR), Martin Horozov (BUL), Wojciech Liszka (POL) |
| 2021. június 26. 18:00 | Verameyenka 13                           | Lepattanó | Gruda 10      | Pavelló Municipal Font de Sant Lluís, Valencia Játékvezetők: Viola Györgyi (NOR), Martin Horozov (BUL), Wojciech Liszka (POL) |
| 2021. június 26. 18:00 | Tarasava 5                               | Gólpassz  | Johannès 7    | Pavelló Municipal Font de Sant Lluís, Valencia Játékvezetők: Viola Györgyi (NOR), Martin Horozov (BUL), Wojciech Liszka (POL) |

| 2021. június 26. 21:00 | Szerbia                                 | 74–73     | Belgium     | Pavelló Municipal Font de Sant Lluís, Valencia Játékvezetők: Maj Forsberg (DEN), Apostolos Kalpakas (SWE), Gvidas Gedvilas (LTU) |
| 2021. június 26. 21:00 | (23–17, 9–19, 22–19, 20–18) Jegyzőkönyv |           |             | Pavelló Municipal Font de Sant Lluís, Valencia Játékvezetők: Maj Forsberg (DEN), Apostolos Kalpakas (SWE), Gvidas Gedvilas (LTU) |
| 2021. június 26. 21:00 | Vasić 16                                | Pont      | Allemand 18 | Pavelló Municipal Font de Sant Lluís, Valencia Játékvezetők: Maj Forsberg (DEN), Apostolos Kalpakas (SWE), Gvidas Gedvilas (LTU) |
| 2021. június 26. 21:00 | Vasić 8                                 | Lepattanó | Meesseman 7 | Pavelló Municipal Font de Sant Lluís, Valencia Játékvezetők: Maj Forsberg (DEN), Apostolos Kalpakas (SWE), Gvidas Gedvilas (LTU) |
| 2021. június 26. 21:00 | Škorić 4                                | Gólpassz  | Delaere 8   | Pavelló Municipal Font de Sant Lluís, Valencia Játékvezetők: Maj Forsberg (DEN), Apostolos Kalpakas (SWE), Gvidas Gedvilas (LTU) |

### Bronzmérkőzés
| 2021. június 27. 18:00 | Fehéroroszország                         | 69–77     | Belgium               | Pavelló Municipal Font de Sant Lluís, Valencia Játékvezetők: Viola Györgyi (NOR), Martin Horozov (BUL), Thomas Bissuel (FRA) |
| 2021. június 27. 18:00 | (13–23, 17–17, 19–21, 20–16) Jegyzőkönyv |           |                       | Pavelló Municipal Font de Sant Lluís, Valencia Játékvezetők: Viola Györgyi (NOR), Martin Horozov (BUL), Thomas Bissuel (FRA) |
| 2021. június 27. 18:00 | Verameyenka 15                           | Pont      | Meesseman 21          | Pavelló Municipal Font de Sant Lluís, Valencia Játékvezetők: Viola Györgyi (NOR), Martin Horozov (BUL), Thomas Bissuel (FRA) |
| 2021. június 27. 18:00 | Papova 12                                | Lepattanó | Meesseman 10          | Pavelló Municipal Font de Sant Lluís, Valencia Játékvezetők: Viola Györgyi (NOR), Martin Horozov (BUL), Thomas Bissuel (FRA) |
| 2021. június 27. 18:00 | Papova 8                                 | Gólpassz  | Allemand, Meesseman 5 | Pavelló Municipal Font de Sant Lluís, Valencia Játékvezetők: Viola Györgyi (NOR), Martin Horozov (BUL), Thomas Bissuel (FRA) |

### Döntő
| 2021. június 27. 21:00 | Franciaország                            | 54–63     | Szerbia      | Pavelló Municipal Font de Sant Lluís, Valencia Játékvezetők: Maj Forsberg (DEN), Gvidas Gedvilas (LTU), Wojciech Liszka (POL) |
| 2021. június 27. 21:00 | (11–14, 15–17, 14–17, 14–15) Jegyzőkönyv |           |              | Pavelló Municipal Font de Sant Lluís, Valencia Játékvezetők: Maj Forsberg (DEN), Gvidas Gedvilas (LTU), Wojciech Liszka (POL) |
| 2021. június 27. 21:00 | Vukosavljević 15                         | Pont      | Anderson 18  | Pavelló Municipal Font de Sant Lluís, Valencia Játékvezetők: Maj Forsberg (DEN), Gvidas Gedvilas (LTU), Wojciech Liszka (POL) |
| 2021. június 27. 21:00 | három játékos 5                          | Lepattanó | Krajišnik 13 | Pavelló Municipal Font de Sant Lluís, Valencia Játékvezetők: Maj Forsberg (DEN), Gvidas Gedvilas (LTU), Wojciech Liszka (POL) |
| 2021. június 27. 21:00 | Williams 5                               | Gólpassz  | Vasić 6      | Pavelló Municipal Font de Sant Lluís, Valencia Játékvezetők: Maj Forsberg (DEN), Gvidas Gedvilas (LTU), Wojciech Liszka (POL) |

## Végeredmény
|  | Részt vehet a 2022-es világbajnokság selejtezőjén |

| Arany | Szerbia             |  |  |  |  |  |  |  |  |
| Ezüst | Franciaország       |  |  |  |  |  |  |  |  |
| Bronz | Belgium             |  |  |  |  |  |  |  |  |
| 4.    | Fehéroroszország    |  |  |  |  |  |  |  |  |
|       |                     |  |  |  |  |  |  |  |  |
| 5.    | Bosznia-Hercegovina |  |  |  |  |  |  |  |  |
| 6.    | Oroszország         |  |  |  |  |  |  |  |  |
| 7.    | Spanyolország       |  |  |  |  |  |  |  |  |
| 8.    | Svédország          |  |  |  |  |  |  |  |  |
|       |                     |  |  |  |  |  |  |  |  |
| 9.    | Olaszország         |  |  |  |  |  |  |  |  |
| 10.   | Szlovénia           |  |  |  |  |  |  |  |  |
| 11.   | Horvátország        |  |  |  |  |  |  |  |  |
| 12.   | Montenegró          |  |  |  |  |  |  |  |  |
|       |                     |  |  |  |  |  |  |  |  |
| 13.   | Szlovákia           |  |  |  |  |  |  |  |  |
| 14.   | Törökország         |  |  |  |  |  |  |  |  |
| 15.   | Csehország          |  |  |  |  |  |  |  |  |
| 16.   | Görögország         |  |  |  |  |  |  |  |  |